# Свояновский, Олдржих
Олдржих Свояновский (чеш. Oldřich Svojanovský; род. 9 марта 1946[…], Отроковице) — чехословацкий гребец, выступавший за сборную Чехословакии по академической гребле в 1968—1977 годах. Серебряный и бронзовый призёр Олимпийских игр, чемпион Европы, обладатель бронзовой медали чемпионата мира, многократный победитель и призёр первенств национального значения.

## Биография
Олдржих Свояновский родился 9 марта 1946 года в городе Отроковице, Чехословакия.
Занимался академической греблей вместе со своим старшим братом Павлом, с которым на протяжении всей карьеры выступал в одном экипаже.
Впервые заявил о себе на международном уровне в сезоне 1968 года, когда вошёл в состав чехословацкой национальной сборной и отметился выступлением на летних Олимпийских играх в Мехико, где в восьмёрках финишировал пятым.
В 1969 году выступил на чемпионате Европы в Клагенфурте — в зачёте распашных рулевых двоек превзошёл всех соперников и завоевал золотую медаль.
В 1971 году на чемпионате Европы в Копенгагене стал серебряным призёром в рулевых двойках.
Благодаря череде удачных выступлений удостоился права защищать честь страны на Олимпийских играх 1972 года в Мюнхене — двойках с братом Павлом и рулевым Владимиром Петршичеком завоевал серебряную олимпийскую медаль, пропустив вперёд только экипаж из Восточной Германии.
После мюнхенской Олимпиады Свояновский остался действующим спортсменом и продолжил принимать участие в крупнейших международных регатах. Так, в 1973 году в рулевых двойках он занял четвёртое место на чемпионате Европы в Москве.
В 1974 году побывал на чемпионате мира в Люцерне, откуда привёз награду бронзового достоинства, выигранную в двойках.
В 1975 году в той же дисциплине был пятым на чемпионате мира в Ноттингеме.
Находясь в числе лидеров чехословацкой гребной команды, благополучно прошёл отбор на Олимпийские игры 1976 года в Монреале — на сей раз с братом Павлом и рулевым Лудвиком Вебром взял бронзу в двойках, уступив на финише командам из ГДР и СССР.
Один из последних значимых результатов на международной арене показал в сезоне 1977 года, когда в рулевых четвёрках финишировал пятым на чемпионате мира в Амстердаме.